# Caja
La caja (littéralement "boite" en espagnol) est un instrument de musique à percussion membranophone d’Amérique du Sud.
D'origine précolombienne, elle est typique de la musique Quechua.

## Facture
On trouve de nombreuses représentations de caja sur les poteries péruviennes.
Il s'agit d'un tambour cylindrique d'environ 45cm de diamètre et de 10 à 15cm d'épaisseur, constitué d'un anneau de bois de chaque côté duquel sont tendues deux membranes de peau. Elle est souvent munie d'un anneau de cuir permettant de la tenir d'une main. Une ou plusieurs cordes, appelées chirlera, peuvent être tendues contre une des membranes pour modifier le timbre de l'instrument (à l'instar du timbre d'une caisse claire). Il peut arriver quelquefois qu'une queue de crotale soit accrochée à l'instrument.

## Jeu
La caja est souvent jouée d'une main par un musicien jouant d'un instrument à vent : flûte (on parle alors de flauta y caja), flûte de pan, erke ou clarin. Elle est aussi fréquemment jouée par des chanteurs: la plupart des genres lyriques du Nord-Ouest argentin l'utilisent comme accompagnemet. Elle est par exemple l'accompagnement typique d'une baguala ou d'une vidala.